# Adriano Salani
Adriano Salani (Firenze, 17 ottobre 1834 – Firenze, 29 novembre 1904) è stato un tipografo e editore italiano.
È considerato uno dei maggiori editori italiani dell'Ottocento; è conosciuto soprattutto per le sue edizioni 'a un soldo', per le sue collane, La biblioteca illustrata e La biblioteca economica, e per aver pubblicato le opere di Carolina Invernizio.

## Biografia
Adriano Salani nasce a Firenze nel 1834. Suo padre, Giuseppe Salani, lavora come fruttivendolo mentre la madre, Maria Luisa Giannoni è una casalinga. La famiglia Salani risiede in Via De'Serragli, la zona artigianale e operaia della Firenze del tempo.
Adriano Salani viene subito in contatto con il mondo del lavoro, dapprima in qualità di aiuto nella bottega del padre e successivamente, terminata la Scuola Elementare di San Niccolò nel Fondaccio, presso la tipografia di Luigi Niccolai. Passa quindi nella stamperia di Giuseppe Mariani, poi in quella di Felice Le Monnier. Prosegue la sua esperienza lavorativa per circa quattordici anni, fino a quando, nel 1862, distaccatosi dalla tipografia Spiombi, ultima tappa del suo apprendistato, decide di mettersi in proprio, e apre nella zona natale del Fondaccio di San Niccolò la tipografia omonima.
Pochi anni dopo è processato dalla Corte Reale di Firenze, reo di aver stampato dei libretti che Augusto Guerrini aveva plagiato illegalmente. Lo stesso avverrà diciotto anni più tardi, quando è accusato del medesimo reato da Paolo Carrara. Questa volta l'accusa riguarda la stampa del romanzo storico Marco Visconti del quale l'editore Carrara detiene i diritti. Salani è condannato al pagamento di lire 500.
Adriano Salani si sposa nel 1866, con  Maria Cesira Annunziata Falciola, dalla quale ha tre figli, Maria Amelia Cesira,  1867,  Ettore, nel 1869, e Zaira Maria Giuseppa nel 1871.
Grazie all'impegno profuso nel lavoro da  Adriano Salani, da piccola bottega la tipografia assume nel tempo le caratteristiche di una vera e propria struttura industriale. Nel 1877 Adriano sposta l'attività in una nuova sede, in Viale Militare 144, e le dà il nome di Stabilimento Tipografico Salani.
Negli anni successivi Salani riesce a tessere ottimi rapporti di lavoro con molte case editrici sparse in Italia, e ad avvalersi della collaborazione di numerosi autori. Lo stabilimento in Viale Militare viene ampliato e ammodernato e si attua la separazione tra attività tipografica vera e propria e comparto editoriale.
Adriano Salani muore nel 1904, all'età di settant'anni, quarantadue anni dopo aver fondato la sua  tipografia in San Niccolò. Il figlio Ettore raccoglie la sua eredità cercando di continuare le attività editoriali.

## Contesto editoriale
Nell'Italia del primo Ottocento la cultura è un bene ad uso esclusivo delle classi medio alte; la maggior parte della popolazione è infatti analfabeta. Ancora nel 1861 il 75% della popolazione non sa né leggere né scrivere.
Nella seconda metà del secolo tuttavia, si assiste ad un progressivo aumento dell'alfabetizzazione che spingerà il mercato editoriale dell'epoca a rinnovare le proprie formule e il proprio repertorio  al fine di soddisfare i bisogni di un nuovo pubblico. Accanto ai generi più tradizionali dell'editoria popolare (molto simile alla Bibliothèque bleue francese), come gli almanacchi, i lunari, le storie di miracoli e prodigi, le leggende agiografiche e cavalleresche (oggetti di una circolazione spesso orale), nascono nuove tipologie capaci di unire l'utile al dilettevole.
Gli esponenti di questo nuovo mercato editoriale di carattere popolare sono il milanese Edoardo Sonzogno, il romano Edoardo Perino e Adriano Salani.

## Nascita della casa editrice

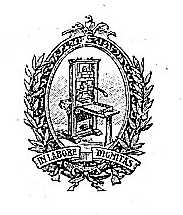
In labore dignitas

Gli anni trascorsi presso varie stamperie fiorentine consentono ad Adriano Salani di maturare una solida competenza nell'arte della stampa. Lasciati gli studi in giovane età,  il suo apprendimento avviene attraverso l'esperienza quotidiana.  L'apprendistato, in quel periodo, era un percorso obbligatorio per tutti coloro che intendevano avviarsi ad un mestiere.
Nell'ambiente tipografico fiorentino fa anche la conoscenza con il mondo dell'editoria popolare. Gli anni trascorsi nell'officina di Francesco Spiombi gli consentono di far pratica nel settore delle edizioni di modesta fattura, per un mercato locale; edizioni caratterizzate dalle storie religiose, dai fatti di cronaca nera, dalle canzonette, dalle leggende agiografiche e fantastiche, capaci di andare incontro alle curiosità e ai gusti di un pubblico popolare.
A Firenze, oltre allo Spiombi, altri tipografi si dedicano a questo settore: i Formigli, noti per la pubblicazione di almanacchi e lunari, o i Ducci, rinomati per la stampa di fogli volanti a 5 centesimi, per i canti popolari e per le Collezioni del teatro comico fiorentino. Si tratta di una tipografia di stampo artigianale, che si avvale di torchi in legno e matrici xilografiche.
Nel 1862 Salani inizia la sua avventura di piccolo imprenditore attingendo al repertorio più tradizionale. Anche la sua è una modesta officina munita di un torchio di legno (poi sostituito da un torchio in ferro) e qualche cassa di caratteri.
La sua produzione risente dei lunghi anni di apprendistato, in particolare proprio del periodo trascorso dallo Spiombi. La possibilità di stampare fogli volanti, libretti, operette, in pratica le edizioni popolari, gli permette in primo luogo di non dover fare i conti con costi di produzione elevati; inoltre il repertorio tradizionale non ha bisogno di autori e curatori e ciò gli permette di ridurre le spese e i tempi di preparazione.
Dalla sua officina escono così le cronache di delitti, i contrasti in ottava rima, le storie dei santi. La vendita è affidata ai colportori, agli strilloni di strada, che diffondono la loro 'merce' nelle piazze, nei mercati, nei borghi e nelle campagne.
Il modo di pensare di Salani,  la sua capacità di cogliere le lente trasformazioni nella realtà sociale, la sua abilità nel tessere rapporti commerciali gli consentono tuttavia, nel giro di pochi anni, di avviare nuove strategie.
L'innovazione nel suo catalogo avviene quando Salani decide di accostare al repertorio più tradizionale una nuova produzione, costituita dal romanzo, dai manuali, dalle collane di teatro. Un repertorio di formule e tipologie innovative che generano parole di apprezzamento nello stesso mondo tipografico.
Salani esegue questa piccola rivoluzione editoriale, indirizzando la propria attività ai ceti medi e, più in generale, a quella parte del pubblico desiderosa di imparare e di dare spazio al piacere di leggere.
Il progetto risulta vincente: la classe media urbana fiorentina mostra di apprezzare la produzione di Salani e ciò gli consente di ampliare le strutture aziendali e di innovarle sul piano tecnico.
Acquista nuove macchine, e le colloca in locali più spaziosi; acquisisce un impianto di stereotipia e apre un settore per la riproduzione delle illustrazioni; aumenta anche il numero dei dipendenti e si avvale della collaborazione di noti autori, curatori, traduttori, come Cesare Causa (autore di Segretari galanti), Ildebrando Bencivenni, Pietro Gori e Antiodo Agnolucci.
Negli anni Ottanta la struttura ha ormai assunto caratteristiche industriali, per la tecnologia utilizzata, per la possibilità di stampare grandi tirature, per la capacità di coprire il ciclo del libro dalla sua produzione alla sua diffusione.
In questo periodo Salani raccoglie le sue edizioni in una serie di collezioni, le Collane, come La Biblioteca Economica e La Biblioteca Illustrata, dedicate al romanzo.
La veste tipografica acquisisce, nelle intenzioni di Salani, grande importanza. Non solo la scelta della carta e la cura nelle legature, ma anche il corredo delle illustrazioni risente di una particolare attenzione. Le immagini sono affidate ad importanti illustratori come Enrico Mazzanti e Carlo Chiostri. I librettini si impreziosiscono di figure colorate, in sostituzione del bianco e nero prodotto dalle matrici xilografiche.
Negli stessi anni la fama di Salani aumenta e oltrepassa i confini della Toscana imponendosi sul mercato nazionale.
I quotidiani fungono da veicoli pubblicitari della produzione editoriale e offrono un'ulteriore spinta commerciale all'azienda.

## I nuovi generi
La seconda metà dell'Ottocento è un'epoca di importanti innovazioni tecniche che investono tutti i settori produttivi; anche l'attività editoriale. Ed è anche l'epoca di un ampliamento del pubblico dei lettori, così come Salani ha ben compreso sin dall'inizio della sua carriera. Per questo già a partire dagli anni Settanta il suo catalogo si arricchisce di una serie di tipologie, alcune innovative, che occupano una buona porzione del catalogo: la serie di Farse italiane e straniere, la Nuova Biblioteca teatrale, la Collezione di tragedie, le opere di Carlo Goldoni, ecc.
Alla collana dedicata al teatro si affiancano, i giochi, i passatempi e i manuali di istruzione pratica. Si tratta di nuovi modelli capaci di unire l'utile al dilettevole, di letture finalizzate alla diffusione di un 'saper vivere' più consono all'idea di dar vita ad una 'società delle buone maniere' molto in voga nel periodo.
Non meno importante è la sezione dedicata al romanzo storico in edizione economica, che si presenta in una formula più adatta ai nuovi lettori per stile e linguaggio. Vengono stampati piccoli libri a prezzi molto bassi; molte di queste edizioni economiche sono scritte da autori minori, che si guadagnano fama a livello popolare.
L'editore fiorentino dà alle stampe le vicende di alcuni eroi della storia nazionale, come Francesca da Rimini o Pietro Micca, e le biografie di personaggi illustri quali Garibaldi, Mazzini, i fratelli Bandiera.
Sempre nel filone storico troviamo racconti e leggende che vedono come protagonisti briganti famosi come Ansuini Fortunato, Giuseppe Mastrilli, Carmine Crocco, Antonio Schiavone, Domenico Tiburzi, le cui imprese assumono un'aura mitica, volta a sollecitare la curiosità dei lettori.
Salani si interessa inoltre alla letteratura straniera, e in particolare alla narrativa francese di appendice. Nel catalogo sono inserite alcune opere di vasta popolarità scritte da celebri autori del periodo, quali Eugéne Sue, Octave Feuillet, Paul de Koch, Xavier de Montèpin, oltre che ai Dumas padre e Dumas figlio.
La capacità di Salani di sperimentare, ampliare e arricchire la propria produzione gli permette di costruire così un catalogo quanto mai vario, in cui fanno bella mostra anche le opere di grandi autori come Alessandro Manzoni, Silvio Pellico, Walter Scott, Daniel Defoe, Victor Hugo, Lev Tolstoj, Fëdor Dostoevskij, Guy de Maupassant, Jules Verne. E accanto a questi, si inserisce la produzione 'rosa' della scrittrice italiana più famosa del tempo: Carolina Invernizio, autrice  di Rina o l'angelo delle Alpi, Il bacio della morta, Il delitto di una contessa, La vita domestica, L'orfana del ghetto, Le due madri: un episodio del brigantaggio, Dora la figlia dell'assassino, La vendetta di una pazza, L'ultimo bacio, La vendetta di un operaio, L'impiccato delle Cascine, Paradiso e Inferno, La bastarda, I drammi dell'adulterio; tutte opere di grandissimo successo, ristampate più volte nel corso degli anni.
Nel catalogo del 1906, dopo la morte di Adriano e il passaggio dell'attività al figlio Ettore, sono indicati ben 44  titoli della Invernizio a dimostrazione della prolificità della scrittrice, ma anche della sua fortuna editoriale.

## La letteratura a pochi centesimi
Accanto a questa nuova produzione Salani continua comunque a stampare e ristampare la letteratura più tradizionale, la letteratura di colportage, già diffusa nelle strade e nelle piazze a partire dal Cinquecento. Si tratta di librettini contenenti drammi di amori infelici, di prodigi e miracoli, vicende cavalleresche mutuate dalla letteratura medievale, di fatti straordinari ed eventi edificanti.
Dal suo laboratorio escono così i fogli volanti, molto simili ai canards francesi, che raccontano di fatti di cronaca nera o di eventi fuori dal normale, ma soprattutto i Librettini illustrati,  volumetti di modesta fattura, venduti a pochi centesimi. Tra i fatti di cronaca nera si annovera la  Storia di Carlo Bertone che uccise il proprio padre (1878) o L'Uomo assassino che tagliò in 35 pezzi una ragazza (1880) o la Storia di una madre che gettò in forno la propria figlia (1878), insieme ad esse troviamo anche la presenza di storie più antiche come quella di Prudentia Anconitana, assassina del XVI secolo. 
In questa produzione troviamo altri scritti, venduti a pochi centesimi, appartenenti alla letteratura ad 'un soldo', come: I sette dormienti condannati a morte da Decio imperator romano e come dormirono anni centocinquantasette, poi si svegliarono credendo di aver dormito una notte sola, La Vita di San Alessio, La vita di Barlaam e Giosafatte, oppure le notissime Genoveffa di Brabante, di de Cérisiers, La Ginevra degli Almieri e la Pia de' Tolomei.
Il catalogo si arricchisce inoltre delle storie religiose e di altre ricche di particolari meravigliosi, di amori contrastati tra Paris e Vienna, Piramo e Tisbe, Florindo e Chiarastella. Ci sono anche racconti tratti dalla chanson de geste che narrano le mirabolanti imprese di eroi, di Rinaldo appassionato, di imperatori (Costantino I) sino ai personaggi di Orlando conte d'Aglante, di Guerrino detto il Meschino figlio del principe Milione che fu rubato e venduto ad un mercante. 
Questo tipo di produzione si addice perfettamente ai cantastorie che hanno quindi l'opportunità di interpretarla dinanzi a una piazza gremita di gente disposta ad ascoltare.
Questa è una delle modalità fondamentali attraverso le quali si rende possibile la divulgazione delle operette a un soldo. L'interpretazione, la memorizzazione da parte di coloro che possono ascoltare un cantastorie o un colportore, diventano così le componenti di una circolazione immediata, molto simile ad un passaparola, una circolazione che ha permesso a certe storie di diventare patrimonio condiviso nel corso dei secoli.
La letteratura ad un soldo pubblicata e ripubblicata da Adriano Salani, venduta, distribuita, cantata, raccontata, letta  è entrata così a far parte del fondo della mentalità collettiva e a non essere dimenticata.

## Estratti dal Catalogo generale
I cataloghi della casa editrice Salani, pubblicati nel corso degli anni, indicano la varietà e ricchezza della produzione libraria dell'azienda fiorentina nel primo Novecento.
Delle opere, raccolte in Collane, venivano forniti alcuni dati bibliografici e il prezzo, come mostrano questi estratti dal Catalogo generale (1913) dello stabilimento tipografico  Firenze Viale dei Mille, 114.
- Biblioteca Illustrata in ottavo: Bertoldo, Bertoldino e Cacasenno con 32 disegni ; Guerino detto il meschino con 30 immagini; I Reali di Francia con 35 immagini; L'arte della cucina, manuale completo per i Cuochi e per le Famiglie, 885 ricette, rilegata con materiali impermeabili; I briganti, i banditi e i pirati celebri, d'ogni tempo e d'ogni paese con 120 disegni in bianco e nero e a colori.
- Albums Illustrati per i Fanciulli:  Il primo libro del bambino con 300 immagini, lettura e scrittura contemporanea; La storia sacra del bambino con 112 immagini.
- Biblioteca Economica in sedicesimo: Vocabolario della lingua italiana scritta e parlata; La scienza in cucina e l'arte di mangiar bene di P. Artusi; I Mille di G. Banti; La capanna dello zio Tom di E. Beecher-Stowe; Il vero libro dei sogni, ossia L'eco della fortuna di R. Benincasa; Gli ultimi giorni di Pompei di E. Bulwer; Vita di B. Cellini; Vita e avventure di Robinson Crusoe di D. De Foe; Il conte di Montecristo e I tre moschettieri di A. Dumas; Le vite delle Sante Vergini e Martiri; Le mie prigioni di S. Pellico; Raccolta completa di canzonette amorose; Le rime di Petrarca, voltate in prosa col testo a fronte da M. Foresi.
- Biblioteca Moderna in sedicesimo a L 1 il volume: Con tutta l'anima di R. Bazin; L'emigrato di P. Bourget; Dall'Odio all'Amore di E. Daudet; Amicizia Amorosa, I giuramenti volano, Il dubbio più forte dell'amore, Maledetto l'amore e L'amore è il mio peccato di H. Lecomte du Nouy.
- Collezione Salani a 90 centesimi il volume[4]: La mano tagliata di M. Serao; Brava gente di G. Richepin; Io e l'altro e Giacomino di G. Claretie.
- Biblioteca Salani Illustrata in sedicesimo a 50 centesimi il volume, conteneva Romanzi e letture per le famiglie, Romanzi vari e letture amene, Classici, Libri scientifici, istruttivi, poesie, Libri per tutti, Libri pei ragazzi.
- Romanzi di Carolina Invernizio: Amore che uccide, Bacio infame, Cuore di operaio, Il delitto della contessa, Il genio del male, La maledetta, Il treno della morte, La vendetta di una pazza, La morte nel baule, La sepolta viva, etc.
- Classici e Poesie in trentaduesimo.
- Volumetti a Centesimi 15 ciascuno: Romanzi, Canzonette.
- Biblioteca per tutti:[5],La coltivazione del grano e del granturco, La stalla, Il pollaio, Elementi
- Biblioteca Scolastica di  Ildebrando Bencivenni.
- Codici e Leggi.
- Librettini di storie antiche e moderne: Pia de' Tolomei, Liberazione di Vienna, Passione d'amore, Flavia Imperatrice, Marietta la cortigiana, Storia di Angiola crudele, Lo scheletro vivente, Storia di Genoveffa, Il conte Ugolino, Giuditta e Oloferne, Storia di Lazzarino, Storia di Mastrilli, Francesca da Rimini, Storia dell'assassino Stoppa, Contrasto tra padrone e contadino, La sfida di Barletta, Rispetti d'amore, Contrasto tra nobile e contadina, I difetti dei mariti, Storia del brigante Giuseppe Musolino, Amori di Paris e Vienna, I Reali di Francia, Rinaldo appassionato.
- Librettini illustrati di orazioni e fatti religiosi: Vita di San pellegrino, Disperazione di Giuda, Il giudizio universale, La strage degli innocenti, L'amica dei pargoli, Miracoli fatti da Sant'Alessio, Vita della Madonna di Pompei.
- Novene in onore di Sant'Antonio da Padova, di San Francesco d’Assisi, San Francesco di Paola, San Gaetano
- Libri da Messa.
- Miracoli e orazioni: I sette dolori di Maria vergine, Fatti miracolosi operati da Maria Santissima del Rosario, Miracolo di San Giuseppe protettore dei fanciulli, Miracolo di Maria SS. Concetta.
- Musica. Cento Canti popolari: Addio del Giusti, Rosa di Maggio, Addio del volontario, Io t'amerò, Bella che dormi,  Stella argentea, Santa Lucia, canto montanaro.
- La musica del popolo, a 10 centesimi a fascicolo.
- Teatro. Tragedie drammi e commedie, a 15 centesimi a fascicolo.
- Collezione di commedie con Stenterello
- Collezione di farse, monologhi. Commedie e vaudeville
- Articoli diversi: gioco dell'oca, gioco della dama, pianeta della fortuna, alfabeto figurato per Sordi Muti ecc, Buste di giuochi.